# Jan Baliński (psychiatra)
Jan Baliński (ros. Иван Михайлович Балинский, ur. 23 maja?/4 czerwca 1827 w Jaszunach, zm. 11 marca?/24 marca 1902 w Petersburgu) – polski lekarz psychiatra działający w Rosji. Pierwszy w Rosji wykładowca psychiatrii jako samodzielnej dyscypliny medycznej, założyciel pierwszej rosyjskiej kliniki psychiatrycznej w 1867 roku.

## Życiorys
Syn Michała Balińskiego i Zofii Śniadeckiej, córki Jędrzeja Śniadeckiego. W 1842 ukończył z wyróżnieniem gimnazjum klasyczne w Warszawie, następnie wyjechał do Petersburga i podjął studia medyczne na Cesarskiej Akademii Medyko-Chirurgicznej. W 1846 ukończył studia cum eximia laude, z celującymi wynikami i nagrodzony złotym medalem. Według różnych źródeł kolejne lata spędził albo pomagając w pracy w rodzinnym majątku, albo w szpitalu cholerycznym. Od 1850 w służbie wojskowej, jako młodszy lekarz w 2. wojskowo-lądowym szpitalu w Oranienbaumie, potem w Peterhofie. Następnie, dzięki protekcji Józefa Mianowskiego, udało mu się powrócić na uczelnię, gdzie 21 maja 1855 uzyskał stopień doktora medycyny na podstawie dysertacji Conspectus historicus in febris doctrinam, nieogłoszonej drukiem. Pod koniec 1856 został adiunktem w prowadzonej przez Mianowskiego klinice ginekologiczno-pediatrycznej. W 1857, po utworzeniu katedry psychiatrii, rozpoczął wykładanie tego przedmiotu. Za sprawą popularności tych wykładów powierzono mu zadanie organizacji kliniki psychiatrycznej, której otwarcie odbyło się 13 czerwca 1859.
W latach 1860–1876 był pierwszym profesorem psychiatrii i założycielem kliniki psychiatrycznej Akademii Medycznej w Sankt Petersburgu. Uczestniczył w projektowaniu szpitali psychiatrycznych, m.in. w podwarszawskich Tworkach, Kazaniu i Charkowie.
Zasłynął jako reformator ekspertyzy sądowo-psychiatrycznej. Był współzałożycielem Towarzystwa Psychiatrycznego w Petersburgu (1861) oraz inicjatorem studiów lekarskich dla kobiet. Wykładał na Wyższych Żeńskich Kursach Lekarskich w Petersburgu. Propagował leczenie chorych umysłowo pracą na roli.
Jego uczniem i następcą na katedrze psychiatrii był Jan Lucjan Mierzejewski.
Jan Baliński został pochowany w rodzinnych Jaszunach.